# Glikolipid 6-a-manoziltransferaza
Glikolipid 6-a-manoziltransferaza (EC 2.4.1.232, alfa-1,6-manoziltransferaza, GDP-manoza:oligosaharid 1,6-alfa--manoziltransferaza, GDP-manoza:glikolipid 1,6-alfa--manoziltransferaza, glikolipid 6-alfa-manoziltransferaza, GDP-manoza:oligosaharid 1,6-alfa--manoziltransferaza) je enzim sa sistematskim imenom GDP-manoza:oligosaharid 6-alfa-D-manoziltransferaza. Ovaj enzim katalizuje sledeću hemijsku reakciju
Prenosi alfa-D-manozilni ostatak sa GDP-manoze na oligosaharid vezan za lipid, formira alfa-(1->6)-D-manozil-D-manoznu  vezu
Za dejstvo ovog enzima je neophodan Mn2+. Kod Saccharomyces cerevisiae ovaj enzim katalizuje esencijalni korak elongacije spoljašnjeg lanca N-vezanih oligosaharida. Man8GlcNAc i Man9GlcNAc su jednako dobri supstrati.

## Literatura
- Nicholas C. Price; Lewis Stevens (1999). Fundamentals of Enzymology: The Cell and Molecular Biology of Catalytic Proteins (Third изд.). USA: Oxford University Press. ISBN 019850229X.
- Eric J. Toone (2006). Advances in Enzymology and Related Areas of Molecular Biology, Protein Evolution (Volume 75 изд.). Wiley-Interscience. ISBN 0471205036.
- Branden C; Tooze J. Introduction to Protein Structure. New York, NY: Garland Publishing. ISBN 0-8153-2305-0.
- Irwin H. Segel. Enzyme Kinetics: Behavior and Analysis of Rapid Equilibrium and Steady-State Enzyme Systems (Book 44 изд.). Wiley Classics Library. ISBN 0471303097.
- William P. Jencks (1987). Catalysis in Chemistry and Enzymology. Dover Publications. ISBN 0486654605.

## Spoljašnje veze
- Initiation-specific+alpha-1,6-mannosyltransferase на 